# 매디슨 스퀘어 가든 (1879년)
매디슨 스퀘어 가든 I(영어: Madison Square Garden I, 영어: MSG I)은 미국 뉴욕주 뉴욕에 위치한 실내 경기장이다.